# 1534 Näsi
1534 Näsi è un asteroide della fascia principale del diametro medio di circa 22,12 km. Scoperto nel 1939, presenta un'orbita caratterizzata da un semiasse maggiore pari a 2,7279210 UA e da un'eccentricità di 0,2532493, inclinata di 9,83936° rispetto all'eclittica.
L'asteroide prende il nome dal lago finlandese di Näsi.